# Domenico Maria Corsi
Domenico Maria Corsi (ur. w 1633 albo 1637 we Florencji, zm. 6 listopada 1697 w Rimini) – włoski kardynał.

## Życiorys
Urodził się w 1633 albo 1637 roku we Florencji, jako syn Giovanniego Corsiego i Lucrezii Salviati. W młodości został protonotariuszem apostolskim i klerykiem a później audytorem Kamery Apostolskiej. 2 września 1686 roku został kreowany kardynałem diakonem i otrzymał diakonię Sant'Eustachio. Rok później został legatem w Romandioli. 7 lipca 1687 roku został wybrany biskupem Rimini, a 17 sierpnia przyjął sakrę. 3 grudnia 1696 roku został podniesiony do rangi kardynała prezbitera i otrzymał kościół tytularny San Pietro in Montorio. Zmarł 6 listopada 1697 roku w Rimini.